# 是我啊是我 (PICK ME)
《是我啊是我 (PICK ME)》（： Naya na (Pick Me)，英語：It's Me (Pick Me)）是韓國選秀節目《PRODUCE 101 第二季》中參賽練習生演唱的主題曲。這首歌由CJ E&M於 2017 年 3 月 9 日以數位單曲形式在網路上發行，並同步公開了由被選為中心成員的李大輝主演的音樂錄影帶。在節目的官方原聲帶中也收錄了鋼琴改編版本，並於節目最終回播出。官方確認此曲的主唱部分由 19 位指定練習生擔任，其餘練習生則參與合聲。節目結束後，最終出道團體Wanna One也重新演唱此曲，並收錄於他們的專輯《1X1=1 (To Be One)》中。
這是一首節奏明快的電子流行舞曲，由製作人 Ryan S. Jhun 創作。多位業界專業人士將此曲選為當年度最具影響力與記憶點的 K-pop 代表作之一。

## 榜單
| Chart              | Peak position | Sales   |
| ------------------ | ------------- | ------- |
| Gaon Digital Chart | 9             | 781,339 |